# Baloži
Baloži (niem. Rollbusch) – miasto na Łotwie, leżące w historycznej krainie Liwonia, w novadsie Ķekava.